# 三星Galaxy Win
三星Galaxy Win，是三星在2013年5月20日推出的一款智能手机，在某些市场被命名为Galaxy Grand Quattro。手机配有四核Cortex-A5 1.2GHz处理器和1 GB内存，存储容量为8GB，可通过SD卡扩展至64GB。支援Wi-Fi和2G、3G上网。支持A-GPS 。手机运行Android Jelly Bean操作系统。
手机配有500万像素的后镜头，可以拍摄高分辨率照片和视频。前镜头为30万像素。后镜头可以录制30FPS 720*480分辨率的视频。相机配有LED 闪光灯，可以在昏暗环境下拍摄。
三星Galaxy Win I8552支持自动对焦、地理标签、触摸对焦和人脸检测等高级功能。还配有图像稳定和微笑检测功能，以及基本的图像编辑器。
手机搭载2000 mAh锂电池，续航时间10小时。 屏幕规格为4.7英寸 WVGA分辨率、1600万色TFT多点触摸屏。

## 型号

### 印度
GT-I8666

### 马来西亚
GT-I8552

### 中国
Galaxy Win Pro（SM-G3812）
Galaxy Win Pro（SM-G3818）
Galaxy Win Pro（SM-G3819）
Galaxy Win Pro（SM-G3819D）
GT-I8558
SCH-I869

### 韩国
SHV-E500S/L

### 巴西
GT-I8552B